# Биатлон на зимних Олимпийских играх 1994

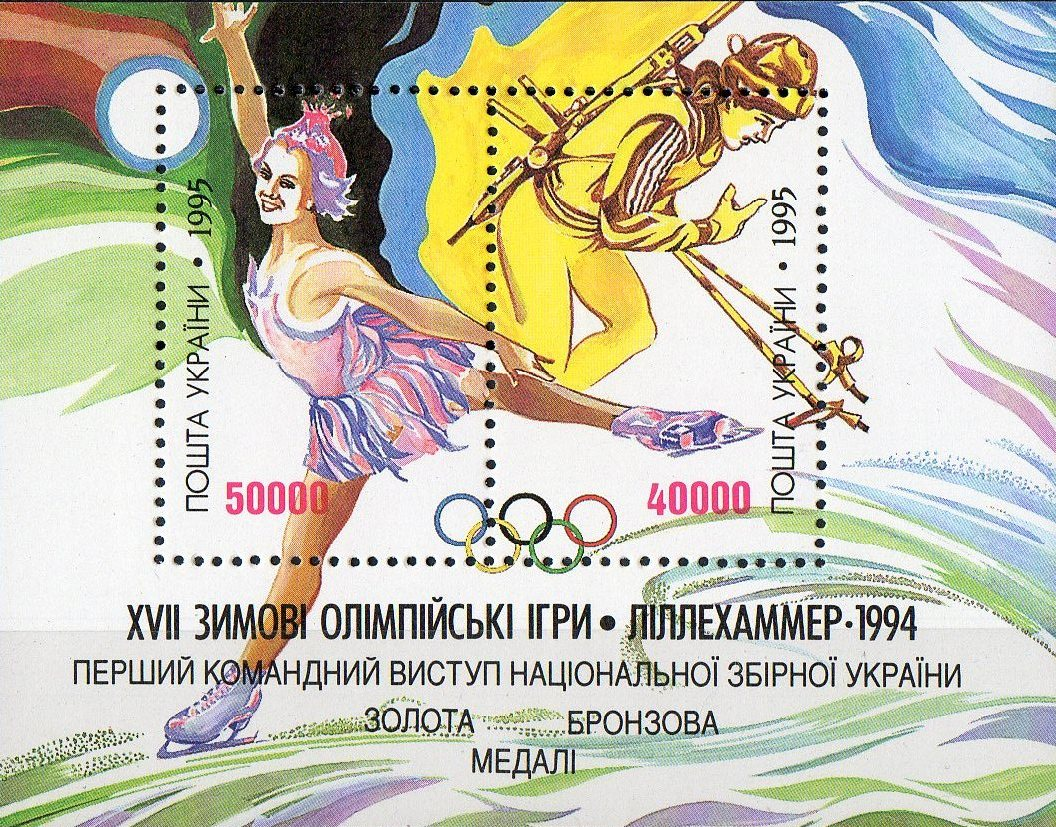
Блок «XVII зимние Олимпийские игры в Лиллехаммере (1994 г.). Первое командное выступление национальной сборной Украины

В биатлонной программе XVII зимних Олимпийских игр было разыграно 6 комплектов наград. Соревнования проходили с 18 по 26 февраля 1994 года.
Хозяева Игр норвежцы не сумели выиграть ни одной медали (как и на Играх 1988 и 1992 годов). Уже на следующих Играх 1998 года в Нагано норвежцы станут лучшей сборной в биатлоне.
Одним из наиболее памятных моментов Олимпиады стала женская эстафета (её формат был изменён по сравнению с Играми 1992 года, теперь в эстафете участвовало не три спортсменки, а четыре), в которой немки уверенно лидировали с преимуществом более минуты после второго этапа, но затем Симона Грайнер-Петтер-Мемм, пришедшая в биатлон из лыжных гонок только в 1992 году, продемонстрировала катастрофическую стрельбу, промахнувшись 12 раз из 16 и получив в сумме 6 штрафных кругов. Симона проиграла россиянке Луизе Носковой более 3,5 минут (более двух минут на финише этапа) и фактически обеспечила сборной России победу. На последнем этапе за россиянок бежала олимпийская чемпионка по лыжным гонкам и биатлону Анфиса Резцова, также известная очень нестабильной стрельбой (в спринте за два дня до эстафеты Анфиса промахнулась 7 раз из 10), но на этот раз у Резцовой не возникло особых проблем на рубежах, в итоге россиянки выиграли у немок почти 4 минуты, а у занявших третье место француженок — более 5 минут.
Ещё одна драматическая история произошла в женском спринте. На награды неожиданно претендовала малоизвестная Инна Шешкиль из Казахстана, несмотря на два промаха на втором рубеже. За 2-3 метра до финиша на ровном участке Шешкиль упала, что, по всей видимости, стоило ей награды, ведь она проиграла чемпионке Мириам Бедар всего 5,1 секунды, а бронзовому призёру — лишь 3,9 сек.
Бедар остаётся первой и единственной спортсменкой не из Европы (как среди мужчин, так и женщин), выигравшей олимпийское золото в биатлоне.

## Медали

### Общий зачёт
(Жирным выделено самое большое количество медалей в своей категории)
| Общее количество медалей |          |        |         |        |       |
| Место                    | НОК      | Золото | Серебро | Бронза | Всего |
| 1                        | Россия   | 3      | 1       | 1      | 5     |
| 2                        | Канада   | 2      | 0       | 0      | 2     |
| 3                        | Германия | 1      | 3       | 2      | 6     |
| 4                        | Франция  | 0      | 1       | 2      | 3     |
| 5                        | Беларусь | 0      | 1       | 0      | 1     |
| 6                        | Украина  | 0      | 0       | 1      | 1     |

### Призёры

#### Мужчины
| Дисциплина                               | Дата       | Золото                                                         | Серебро                                                                       | Бронза                                                                      |
| Спринт 10 км см. подробнее               | 23 февраля | Сергей Чепиков Россия                                          | Рикко Гросс Германия                                                          | Сергей Тарасов Россия                                                       |
| Индивидуальная гонка 20 км см. подробнее | 20 февраля | Сергей Тарасов Россия                                          | Франк Лук Германия                                                            | Свен Фишер Германия                                                         |
| Эстафета 4×7,5 км см. подробнее          | 26 февраля | Германия · Рикко Гросс · Франк Лук · Марк Кирхнер · Свен Фишер | Россия · Валерий Кириенко · Владимир Драчёв · Сергей Тарасов · Сергей Чепиков | Франция · Тьерри Дюссерр · Патрис Байи-Сален · Лионель Лоран · Эрве Фланден |

#### Женщины
| Дисциплина                               | Дата       | Золото                                                                       | Серебро                                                                      | Бронза                                                                       |
| Спринт 7,5 км см. подробнее              | 23 февраля | Мириам Бедар Канада                                                          | Светлана Парамыгина Беларусь                                                 | Валентина Цербе-Нессина Украина                                              |
| Индивидуальная гонка 15 км см. подробнее | 18 февраля | Мириам Бедар Канада                                                          | Анн Бриан Франция                                                            | Уши Дизль Германия                                                           |
| Эстафета 4×7,5 км см. подробнее          | 25 февраля | Россия · Надежда Таланова · Наталья Снытина · Луиза Носкова · Анфиса Резцова | Германия · Уши Дизль · Антье Харви · Симона Грайнер-Петтер-Мемм · Петра Беле | Франция · Коринн Ниогре · Вероник Клодель · Дельфин Хайман-Бюрле · Анн Бриан |